# Johan Franco Beijen I

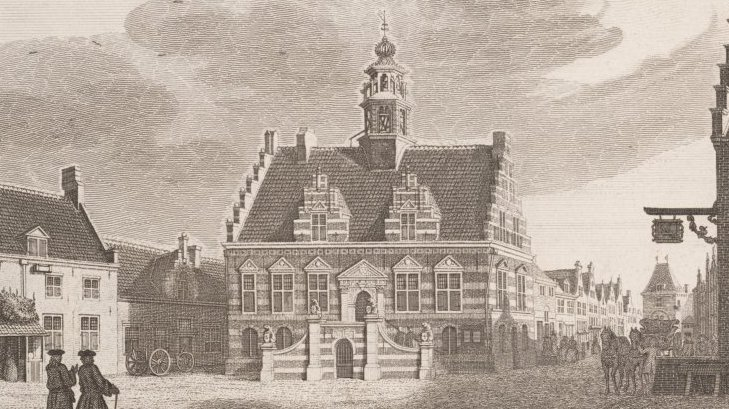
Het Stadhuis van IJsselstein, naar de situatie in 1744. Prent, midden 18de eeuw, naar een tekening van Jan de Beijer

Johan Franco Beijen I (Edam, 25 februari 1706 (doopdatum) - IJsselstein, 23 november 1752) was schepen van IJsselstein. Zijn naam werd ook wel als Beyen geschreven. Hij is vooral bekend geworden doordat hij de hernhutters, die van 1736 tot 1747 in IJsselstein waren gevestigd, actief ondersteunde. Hij behoorde tot de IJsselsteinse familie Beijen.

## Levensloop
Beijen was het enige kind van Johan(nes) Beijen, die commandeur bij de Admiraliteit van Amsterdam was en in Edam woonde, en Mechteld van Meerland. Zijn tweede voornaam was afkomstig van Mechtelds vader, de rijke IJsselsteinse burgemeester Franco van Meerland. 
In 1712, toen Beijen bijna zes was, overleed zijn vader. Beijen en zijn moeder bleven in Edam achter. In 1720 verhuisden ze naar Dordrecht, waar Mechteld hertrouwde met Willem Beijen, die toevallig ook commandeur bij de marine was, maar tot een andere familie Beijen behoorde.
Beijen trouwde in 1731 met Arnolda Catharina van Esch. Het paar ging in IJsselstein wonen en trok daar in bij Beijens grootvader, de inmiddels 88-jarige Franco van Meerland. 
Beijen overleed relatief jong, op 46-jarige leeftijd.

## Werkzaamheden
Beijen was de enige kleinzoon van Franco van Meerland. Toen die in 1734 overleed, was Beijen een van zijn belangrijkste erfgenamen. Daardoor hoefde hij zich de rest van zijn leven over geld geen zorgen meer te maken. 
Hij trad ook in bestuurlijk opzicht in de voetsporen van zijn grootvader: van 1735 tot 1748 was hij onafgebroken schepen van IJsselstein. 

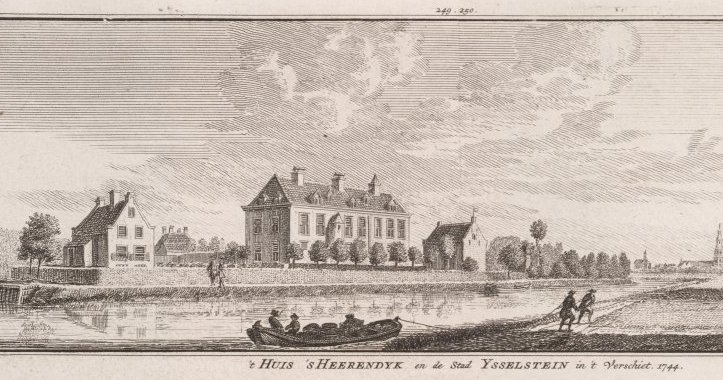
Het door de hernhutters gebouwde huis 's-Heerendijk, staande op grond die ze hadden gekocht van Beijen, naar de situatie in 1744. Prent, midden 18de eeuw, naar een tekening van Jan de Beijer

## Relatie met de hernhutters
Beijen speelde vanaf 1736 een belangrijke rol bij de vestiging van de hernhutters in Nederland. Zij waren een protestantse groepering die afkomstig was uit Bohemen en Moravië en in allerlei landen vervolgd werd. De toenmalige vrouwe van IJsselstein, prinses Maria Louise van Hessen-Kassel, had contacten met de leider van de groep, graaf Nikolaus von Zinzendorf. Zij bood hem aan om een aantal uit Denemarken verdreven Herrnhutters te laten wonen in haar baronie. Beijen verkocht hun een huisje en een stuk land even buiten IJsselstein. De hernhutters bouwden daar hun nederzetting 's-Heerendijk.
Ondanks de steun van de prinses hadden de hernhutters voortdurend problemen met het stadsbestuur van IJsselstein dat nogal onder de invloed stond van de plaatselijke predikanten. Binnen het stadsbestuur was alleen Johan Franco Beijen op hun hand. Hij raakte steeds sterker bij hen betrokken en werd in 1741 ook lid van de Broedergemeente (de naam die de hernhutters vaak gebruikten), zonder uit de gereformeerde kerk te treden. Dat leidde tot grote conflicten met de kerkenraad en de synode. Uiteindelijk werd hij in 1750 geroyeerd als lidmaat van de kerk, ongeveer op hetzelfde moment waarop hij zelf voor het lidmaatschap bedankte.
Beijen schonk en leende de hernhutters grote sommen geld. Desondanks werd de vestiging in IJsselstein geen succes. In 1747 verhuisden de hernhutters naar Zeist, waar de Broedergemeente nog steeds gevestigd is. Beijen bleef in IJsselstein wonen. 

## Nakomelingen
Beijen en zijn vrouw kregen vijf kinderen, van wie er drie op jonge leeftijd overleden. Alle latere leden van de tak Beijen van de IJsselsteinse familie Beijen stammen af van Johan Franco I en van zijn zoon Johan Franco Beijen II.